# Cortes de Dedekind

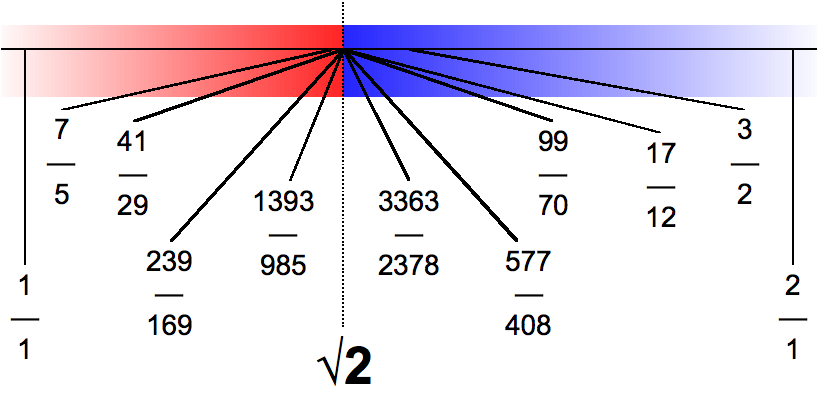
Definición de raíz de dos mediante cortaduras de Dedekind.

Los cortes de Dedekind (o cortaduras de Dedekind) son un método de construcción de los números reales a partir de los números racionales. Una sección o corte de Dedekind es una partición especial de los números racionales que puede utilizarse para representar un número real. El método de los «cortes de Dedekind» se denomina así por el matemático alemán Richard Dedekind, sin embargo,  Detlef Spalt mostró más tarde que estos cortes ya habían sido descritos por el matemático francés Joseph Bertrand.  Con su aparición se cierra el problema histórico de la fundamentación del Análisis matemático.

## Cortaduras en el conjunto de  números racionales
Un conjunto {\displaystyle A\subset \mathbb {Q} } es un corte de Dedekind (o simplemente un corte) si cumple las siguientes propiedades:
- {\displaystyle A\neq \varnothing }.

- {\displaystyle A\neq \mathbb {Q} }.

- Si {\displaystyle a\in A} y {\displaystyle b<a\;} entonces {\displaystyle b\in A}.

- {\displaystyle A\;} no tiene último elemento, es decir, para cada {\displaystyle a\in A} existe {\displaystyle a'\in A} tal que {\displaystyle a<a'\;}.

Si tomamos un número racional arbitrario {\displaystyle r\in \mathbb {Q} }, entonces el corte {\displaystyle A_{r}:=\{a\in \mathbb {Q} :a<r\}} se denominará corte racional (asociada a {\displaystyle r\;}).
Es evidente que a todo número racional le corresponde un corte racional y solamente uno. Podemos establecer así una aplicación inyectiva {\displaystyle \mathbb {Q} \longrightarrow \mathbb {R} } que al número racional {\displaystyle r\;} le asocie el corte racional {\displaystyle A_{r}\;}.
Un corte {\displaystyle A\;} es corte racional si y solo si existe {\displaystyle r\in \mathbb {Q} } tal que {\displaystyle r=\operatorname {sup} \left(A\right)}.

## Relación de orden

### Definición.
Dados dos cortes {\displaystyle A} y {\displaystyle B} diremos que {\displaystyle A\leq B} si y solo si {\displaystyle A\subseteq B}, lo que equivale a que {\displaystyle \sup(A)\leq \sup(B)}.
En el conjunto de los números reales (conjunto de todos los cortes), {\displaystyle \leq } es una relación de orden, que es orden total, pero no es buen orden.

### Positivos, negativos, cero.
Denominamos cero a la cortadura racional {\displaystyle A_{0}:=\{r\in \mathbb {Q} :r<0\}}.
Diremos que un corte {\displaystyle A} es un número positivo si {\displaystyle A_{0}\leq A}.
Diremos que un corte {\displaystyle A} es un número negativo si {\displaystyle A\leq A_{0}}.
Diremos que un corte {\displaystyle A} es estrictamente positivo o no negativo si {\displaystyle A_{0}<A}.
Diremos que un corte {\displaystyle A} es  estrictamente negativo o no positivo si {\displaystyle A<A_{0}}.

## Operaciones

### Adición
Dados dos cortes arbitrarios {\displaystyle A} y {\displaystyle B} definimos su suma como el conjunto {\displaystyle A+B:=\{a+b:a\in A,b\in B\}}. {\displaystyle A+B} es un corte, con lo que + representa una operación binaria en el conjunto de los números reales, operación denominada adición.
La adición provee al conjunto de los números reales de estructura de grupo abeliano, es decir, en {\displaystyle (\mathbb {R} ,+)} se verifican las propiedades asociativa, , existencia de elemento neutro ({\displaystyle A_{0}}) y existencia para cada corte {\displaystyle A} de un elemento simétrico (opuesto) {\displaystyle -A:=\{r\in \mathbb {Q} :\exists s\in \mathbb {Q} \setminus A,s<-r\}} y la propiedad conmutativa .
Además, se da la compatibilidad de la suma con el orden, es decir, si {\displaystyle A} y {\displaystyle B} son cortes y {\displaystyle A\leq B}, entonces, cualquiera que sea el corte {\displaystyle C}, se cumple que {\displaystyle A+C\leq B+C}.
Por último, la suma en {\displaystyle \mathbb {R} } es una extensión de la suma en {\displaystyle \mathbb {Q} }, esto es, si {\displaystyle r,s\in \mathbb {Q} }, entonces {\displaystyle A_{r}+A_{s}=A_{r+s}}.

### Multiplicación
la multiplicación de cortes no es tan sencilla de definir como la adición, se hace por  casos.
Sean {\displaystyle A} y {\displaystyle B} dos cortes:
- Si {\displaystyle A>A_{0}} y {\displaystyle B>A_{0}}, definimos el conjunto {\displaystyle A\cdot B:=\{a\cdot b:a\in A,b\in B,a\geq 0,b\geq 0\}\cup A_{0}}. Entonces {\displaystyle A\cdot B} es un corte y además es {\displaystyle A\cdot B>A_{0}}.

- Si {\displaystyle A>A_{0}} y {\displaystyle B<A_{0}}, definimos el conjunto {\displaystyle A\cdot B:=-(A\cdot (-B))}. Así {\displaystyle A\cdot B} es un corte y además es {\displaystyle A\cdot B<A_{0}}.

- Si {\displaystyle A<A_{0}} y {\displaystyle B>A_{0}}, definimos el conjunto {\displaystyle A\cdot B:=-((-A)\cdot B)}. Se cumple que {\displaystyle A\cdot B} es un corte y además es {\displaystyle A\cdot B<A_{0}}.

- Si {\displaystyle A<A_{0}} y {\displaystyle B<A_{0}}, definimos el conjunto {\displaystyle A\cdot B:=(-A)\cdot (-B)}. Se verifica que {\displaystyle A\cdot B} es un corte y además es {\displaystyle A\cdot B>A_{0}}.

- Si {\displaystyle A=A_{0}} o {\displaystyle B=A_{0}}, definimos el conjunto {\displaystyle A\cdot B:=A_{0}}.

En cualquier caso, {\displaystyle A\cdot B} es un corte, con lo que {\displaystyle \cdot } es una operación interna en el conjunto de los números reales, operación que denominaremos multiplicación.
La multiplicación cumple las propiedades , asociativa, existe un elemento neutro {\displaystyle A_{1}} para el producto, y si {\displaystyle A} no es el corte cero, entonces existe elemento simétrico del corte {\displaystyle A} para el producto, denominado inverso de {\displaystyle A}, y definido por {\displaystyle A^{-1}:=\left\{r\in \mathbb {Q} :r>0,\exists s\in \mathbb {Q} \setminus A,s<{\dfrac {1}{r}}\right\}\cup A_{0}\cup \{0\}}, si {\displaystyle A>A_{0}}, y por {\displaystyle A^{-1}:=-((-A)^{-1})} cuando {\displaystyle A<A_{0}} y la propiedad conmutativa. Con estas propiedades, {\displaystyle (\mathbb {R} \setminus \{A_{0}\},\cdot )}  es un grupo abeliano.
Distributiva
El producto en {\displaystyle \mathbb {R} } es distributivo respecto de la suma. De esta manera {\displaystyle (\mathbb {R} ,+,\cdot )} tiene estructura de cuerpo.
Con la relación de orden
El producto es compatible con el orden de los reales positivos: si {\displaystyle A}, {\displaystyle B} y {\displaystyle C} son cortes con {\displaystyle A\leq B} y {\displaystyle C\geq A_{0}}, entonces {\displaystyle A\cdot C\leq B\cdot C}.
No hay divisores de cero
Si {\displaystyle A\cdot B=A_{0}}, entonces se prueba que bien {\displaystyle A=A_{0}} o bien {\displaystyle B=A_{0}}.
Extensión
El producto en {\displaystyle \mathbb {R} } es extensión del producto en {\displaystyle \mathbb {Q} }: si {\displaystyle r,s\in \mathbb {Q} }, entonces {\displaystyle A_{r}\cdot A_{s}=A_{r\cdot s}}.

## Principales propiedades
El conjunto de los números reales goza de ciertas propiedades que son particularmente sencillas de demostrar usando cortes de Dedekind, como son:
- Es un cuerpo totalmente ordenado.

- El conjunto de los números racionales está isomórficamente incluido en él (es decir, {\displaystyle \mathbb {Q} } es un subcuerpo totalmente ordenado de {\displaystyle \mathbb {R} }).

- En {\displaystyle \mathbb {R} } se satisface el principio del supremo, esto es, todo conjunto no vacío que esté acotado superiormente tiene supremo. Como consecuencia inmediata, todo conjunto acotado inferiormente tiene ínfimo.

Se puede probar que el conjunto de los números reales es el único que tiene estas propiedades, es decir, que si {\displaystyle \mathbb {K} } es un cuerpo ordenado que verifica el principio del supremo, entonces {\displaystyle \mathbb {K} } es isomorfo a {\displaystyle \mathbb {R} } (en particular, si {\displaystyle \mathbb {Q} \subset \mathbb {K} }, entonces es {\displaystyle \mathbb {K} =\mathbb {R} }). En ese caso se dirá que {\displaystyle \mathbb {K} } es un sistema de números reales.

### Otras propiedades
- {\displaystyle \mathbb {N} } (el conjunto de los números naturales) no está acotado superiormente en {\displaystyle \mathbb {R} }.

- {\displaystyle \mathbb {R} } es arquimediano: dados dos elementos {\displaystyle x,y\in \mathbb {R} }, arbitrarios {\displaystyle x>0}, existe un número natural {\displaystyle n\in \mathbb {N} } de forma que {\displaystyle y<n\cdot x}.

- Entre dos números reales distintos siempre existen infinitos números reales (infinitos números racionales e infinitos números irracionales).

- Dado cualquier {\displaystyle x\in \mathbb {R} } se verifica que {\displaystyle x=\mathrm {sup} \{r\in \mathbb {Q} :r<x\}=\mathrm {inf} \{s\in \mathbb {Q} :x<s\}}.